# Fabrizio La Torre
Pour les articles homonymes, voir La Torre.
Fabrizio La Torre, (Rome, 11 janvier 1921 - Bruxelles, 27 août 2014), est un photographe italien qui fut actif pendant environ 15 ans dans les années 1950-60, et dont l’œuvre néoréaliste et intimiste est caractéristique de cette époque au cinéma et dans la photo en Italie.

## Biographie
Fabrizio La Torre est né en 1921 à Rome, mais c’est au nord de l’Italie qu’il passe ses premières années, d’abord à Milan puis dans la « villa del Gromo» près de Bergame (« villa » est le mot italien pour définir ce qui ailleurs se nommerait château ou palais) de 75 pièces, avec sa chapelle, une salle de bal et ses salon décorés de fresques réalisées par un maître italien du XVIIIe siècle. Dans sa famille, chacun semble avoir un don artistique, mais sans jamais le revendiquer ou tenter de l’imposer. Tout se joue dans la retenue et la modestie : le père, Ferdinando, officier de cavalerie, parle couramment six langues, peint, sculpte, publie en français des pastiches de Molière et de Proust, et aussi un ouvrage historique sur le Pape Alexandre VI Borgia. La mère, Gabriella, inonde son entourage de porcelaines qu’elle peint en suivant les techniques similaires à celles des artisans d’art du XVIIIe siècle et coopéra également comme styliste pour la Maison Hermès. Quant à la sœur, Nicoletta, elle attend d’avoir fini d’élever ses quatre enfants pour se lancer dans des sculptures en corail et coquillages qui se retrouveront dans les boutiques de Pierre Cardin. Mais aucun d’eux ne se dirait artiste… Ce serait contraire à leurs « usages ».
Fabrizio se choisit une expression qu’il pense exclusive, la photo. 
Plusieurs grandes dates jalonnent cette vie de photographe. D’abord 1941, où, après une première année d’université, il rejoint l’académie navale de Livourne et devient élève-officier de Marine. C’est la guerre, c’est le premier éloignement du « cocon » familial, la première affirmation de sa vie d’adulte : il demande et obtient de l’Amirauté l’autorisation très exceptionnelle d’embarquer avec son appareil photo. Il sera démobilisé en décembre 1945, après avoir participé à la libération de Venise.
Ensuite, de décembre 1946 jusqu’en août 1948, le début et la fin d’un séjour en Amérique du Sud où, parti chercher un travail, si possible dans la marine marchande, il ne revient pas plus riche qu’avant mais les yeux remplis des merveilles que recèlent ces terres lointaines. Trop désargenté pour donner libre cours à sa passion photographique, il se jure bien que jamais plus il n’ira si loin sans un bon appareil et les bobines qui vont avec.
Il lui faut attendre septembre 1955 pour que l’occasion d’un long voyage se représente : pendant plusieurs mois, il sillonne les USA et le Canada, de New-York à la Californie, des étendues neigeuses du Grand Nord aux rives du Saint Laurent. Et cette fois, l’appareil photo est bien là, captant les mille détails qui racontent ce «nouveau monde».
En août 1956, jusqu’en mars 1961, se produit enfin cette « grande aventure » tant espérée : il décroche un emploi dans une toute jeune entreprise de travaux publics, Italthaï, chargée par la Banque Mondiale d’assurer le draguage et le nettoyage du Chao Phraya, le grand fleuve irriguant Bangkok. Pour lui, ce sont cinq années à découvrir la Thaïlande et une partie de l’Asie en un temps où le tourisme de masse n’existe pas encore.
Il le dit lui-même, ce séjour le marquera profondément, lui apportant une sérénité, un équilibre, qu’il traduit rapidement en une étonnante acuité visuelle. Revenu à Rome, et marqué par cette empreinte asiatique, il saura saisir la vie quotidienne de ses contemporains avec une humanité et une tendresse remarquables.
A la fin des années 1960, deux événements inattendus viennent marquer la vie de Fabrizio. Le premier, c’est le succès qui frappe à sa porte. Ses photos ont été repérées, les galeristes et les éditeurs lui proposent expos et publications. Néanmoins, la voie de l'artiste lui ai alors impensable. 
L’œuvre de son grand-père, Enrico Valenziani, est redécouverte au début des années 1970, à qui l’État italien et la Ville de Rome décident de rendre hommage. Également photographe, il fut même l’un des « pères » italiens de la photographie un siècle avant Fabrizio, dans les années 1860. Aujourd’hui, le Fondo Valenziani est propriété de l’État italien et fait l’objet d’expositions régulières.
Est-ce cela ? Ou une autre raison encore plus cachée ? A dater de ce moment, Fabrizio cesse toute activité photo, offre ou vend ses appareils, ferme ses archives et les range dans des caisses où elles resteront à l’abri des regards pendant 40 ans.
S’il reste un grand voyageur en devenant directeur de la communication pour l’Italie et la Grèce de la compagnie aérienne Japan Airlines, et en se rendant 32 fois à Tokyo, il ne veut plus faire de photos. Il se consacre à sa famille, à sa mère restée veuve assez jeune, à sa sœur élevant seule 4 enfants et se distraie parfois avec la sculpture sur bois ou les collages photos surréalistes, dans l’esprit de ceux de Jacques Prévert.
Il prend sa retraite sur la Riviera italienne, à Bordighera près de San Remo, et donne des cours d’histoire de l’art à « l’université du 3ème âge ».
Il finira ses jours à Bruxelles auprès de sa famille. C'est durant cette période qu'il va décider de dévoiler son travail photographique.  

## La redécouverte de son œuvre
En 2009, il accepte que ses archives soient rouvertes et étudiées, que certains négatifs soient restaurés, et que progressivement une première exposition, celle sur Rome des années 1950-1960, « La Vera Vita », en soit tirée. Présentée à l’Institut Culturel Italien de Paris, elle connaît un immense succès. Un livre catalogue est publié chez Silvana Editoriale. 
Ensuite, les manifestations s’enchaînent rapidement : en Belgique, les FNAC de Bruxelles et de Liège accueillent ses photos, mais surtout le Musée d’Art Moderne d’Ixelles (Bruxelles) reprend et complète l’expo sur Rome.
Il est alors âgé de 90 ans et considère alors que le temps n’est plus aux timidités et choisit de participer pleinement à la restauration de son œuvre. Désormais installé à Bruxelles, où il peut bénéficier des techniciens et spécialistes, il commence alors une course contre la montre, contre la maladie et la mort pour faire découvrir et survivre son oeuvre. Les photos sont inventoriées, restaurées, tirées, selon ses indications très précises. Jusqu’au bout, sa mémoire lui restituera fidèlement une masse d’informations indispensables à la connaissance de son travail.
Et en septembre 2014, grâce au parrainage et au soutien actif de SAS le Prince Albert II, s’ouvre en Principauté de Monaco la première Rétrospective de son œuvre, une exposition qui, sur 800 mètres carrés et en 250 photos donne à voir l’ensemble des zones géographiques couvertes par ce photographe voyageur, l’Italie, l’Amérique du Nord et l’Asie. Un livre catalogue marque l’événement.
Pendant une année entière, Fabrizio collabore journellement à la préparation de cette Rétrospective. Il en décide les moindres détails. Il sait que c’est la dernière occasion pour lui de montrer ses œuvres exactement comme il le souhaite. Mais hélas, 15 jours avant l’inauguration officielle, son cœur le lâche. Ses cendres seront déposées dans le cimetière mitoyen de la Principauté, à Cap d’Ail, où reposent déjà ses parents et sa sœur. 
En novembre 2018, s’ouvre à Bangkok à la Galerie Serindia la première exposition de ses photos thaïlandaises. L’occasion pour le public local, mais aussi pour de très nombreux touristes, de découvrir ce qu’était cette capitale avant les autoroutes urbaines et les métros aériens qui la transpercent aujourd’hui. Tout un univers poétique et doux qui survit encore dans certains quartiers éloignés du centre-ville. 
C’est aussi l’occasion de présenter un montage de 9 minutes fait à partir des rushs de cinéma réalisés en 16 mm par Fabrizio à Bangkok, en 1960, avec la toute nouvelle caméra Beaulieu R16 que lui a prêté un ami italien. S’il se passionne pour l’image animée, rentré à Rome et confronté au coût du développement des quelques bobines réalisées, La Torre considère que cette technique n’est pas dans ses moyens et l’abandonne rapidement.
Un livre est publié à l’occasion de l’expo chez Serindia, « Bangkok That Was », qui ne présente pas seulement les photos thaïlandaises de l’artiste, mais aussi, comme les pages d’un carnet de voyage, quelques extraits de son travail réalisé à la même époque dans d’autres pays d’Asie, (le Japon, le Népal ou Hong Kong), le tout accompagné d’un texte très dense directement inspiré des notes abondantes laissées par Fabrizio La Torre.
En Thaïlande encore, en 1958, et en collaboration avec le Directeur du musée de l'époque, Corrado Feroci, un italien naturalisé thaï sous le nom de Silpa Bhirasri, ils décident de photographier les minuscules détails, (parfois grands de 2 à 3 centimètres seulement), qui se cachent dans d’immenses meubles anciens en laque noire et or, réalisés deux siècles plus tôt, pour le rangement des rouleaux de prières dans les temples du Siam. Dans ces scènes auxquelles aucune autorité civile ou religieuse n’a jusqu’alors prêté attention, ils découvrent des instantanés de la vie quotidienne du peuple siamois, reproduits avec une extrême finesse mais aussi avec humour et un peu de provocation par les peintres anonymes de l’époque qui savaient leurs clients pas assez curieux pour aller y voir de plus près.
Au printemps 2021, une exposition à New-York présentera les clichés réalisés par Fabrizio La Torre sur le continent nord-américain en 1955. 

## Son œuvre
Vivant à Rome dans les années 1950, Fabrizio La Torre aurait pu prendre part à cette Dolce Vita qui attira dans la Ville Eternelle les stars et célébrités du monde entier. Au lieu de cela, il préféra arpenter pendant des jours et des jours les faubourgs de la ville, ses ruelles et placettes, là où le peuple de Rome retrouvait sa joie de vivre après les années noires du fascisme et de la guerre.
Loin des paparazzi, La Torre développe son style et son travail en solitaire, sans se préoccuper des étonnements et des remarques amusées des photographes romains, obnubilés par la Via Veneto et ses starlettes. Ils ont en commun le laboratoire où tous apportent leurs bobines, celui des Frères Nannini au centre-ville, deux adeptes des tirages très contrastés et sans doute les inventeurs du concept de la « photo volée », avec un peu de flou ou de grain, pour faire croire à une intimité dévoilée.
Amoureux des « petits moments de la vie quotidienne », La Torre se plait à saisir partout dans le monde tout ce que les comportements humains ont d’universel : le jeu des enfants, l’amour d’une maman, l’éternel féminin ou la dureté des petits métiers.
On le surnomme parfois « le Doisneau italien », tant sont semblables leurs convictions artistiques. Mais La Torre refusa toujours de faire de la photo un métier à temps plein et ne laisse qu’une archive raisonnable, loin de l’énorme et superbe production de son illustre collègue.

## Matériel
Fabrizio La Torre utilisait des Rolleiflex 6x6, mais réalisa la majeure partie de son travail avec un appareil acheté en Allemagne en 1948, le Kine Exakta 35mm]avec objectif Zeiss, produit dans ce pays depuis 1936 et dont il put trouver l’un des derniers exemplaires disponibles après-guerre. Etrange appareil, lourd et compliqué, à double visée soit reflex soit ventrale, ce qui permettait sans doute une plus grande discrétion dans la prise de vues.

## Expositions
- 2010, (Janvier-Février), [Institut Italien de la Culture de Paris], « Roma, La Vera Vita »[11].
- Eté 2011, (Juin-Septembre), Bruxelles, Musée d’Ixelles], « Roma 1950, La Vera Vita ».
- 2014, (Septembre-Octobre), Principauté de Monaco, e « Le Monde des Années 1950 »][9],[12], avec le soutien du Gouvernement Princier.
- Novembre 2014, Paris, « Promenade Romaine », Galerie Marie-Laure de L’Ecotais], Rue de Seine[13].
- Novembre 2018-Janvier 2019, Bangkok, « Bangkok That Was », Serindia Gallery], avec le soutien des Ambassades d’Italie et de Belgique en Thaïlande[14],[15].

## Articles de presse
- De Zontag, Bruxelles, 21.08.2011, page 15,
- La Tribune de Bruxelles, 01.07.2011, page 4,
- Tertio, Bruxelles, 27.07.2011, page 10
- D’Art et de Culture, magazine culturel de Monaco, Automne 2014, pages 4 à 11
- L’œil, N°672, octobre 2014, page 31
- L’Express, cahier Méditerranée, N° 3298, 17-23 septembre 2014, pages 16 et 18
- Connaissance des Arts, N° 730, octobre 2014, page 139,
- Le Journal des Arts, N° 419, 19.09.14, page 13,
- Beaux Arts Magazine, N° 364, octobre 2014, page 129,
- La Strada, N° 220, 22.09.2014, page 7,
- Monaco Matin, 25.09.2014, page 5,
- Monaco Matin, 01.10.2014, Cahier Loisirs page VII,
- The Riviera Times, N° 150, septembre 2014, page 6
- The Riviera Times, N° 151, octobre 2014, page 7,
- Riviera Zeitung, N° 279, septembre 2014, pages 8 et 23
- Monaco Hebdo, N° 892, 18-24 septembre 2014, page 35,
- L’Observateur de Monaco, N° 135, septembre 2014, page 89,
- Il Giornale dell’Arte, Milano, N° 345, septembre 2014, page 24,
- Monte Carlo In, N° 28, septembre 2014, page 2,
- Monte Carlo In, N° 29, Octobre 2014, page 34,
- Bangkok Post, November 28, 2018, Page 8, Life Section,
- Bangkok 101, monthly city magazine, jan/feb 2019, Cover and pages 69 to 75,